# Puchar Polski w piłce siatkowej kobiet
Puchar Polski w piłce siatkowej kobiet (także pod nazwą sponsora rozgrywek Tauron Puchar Polski) – cykliczne, krajowe rozgrywki sportowe, od sezonu 1980/81 organizowane corocznie (co sezon) przez Polski Związek Piłki Siatkowej (a od sezonu 2005/06 również przez Profesjonalną Ligę Piłki Siatkowej S.A.) dla polskich kobiecych klubów siatkarskich (zarówno amatorskich, jak i profesjonalnych). Druga - po Mistrzostwach Polski — co ważności w hierarchii rywalizacja w polskiej piłce siatkowej.
Dotychczasowe nazwy:
- 1932-1936: Puchar Polski Polskiego Związku Gier Sportowych
- 1950-1953: Puchar Polski Polskiego Związku Koszykówki, Siatkówki i Szczypiorniaka
- 1953-1954: Puchar Polski Głównego Komitetu Kultury Fizycznej
- 1960-1961: Puchar Polski Polskiego Związku Piłki Siatkówki
- 1970-1979: Puchar Polski o "Puchar Sportowca"
- 1981-2008: Puchar Polski (organizowany przez Polski Związek Piłki Siatkowej, a od 2005/2006 również przez Profesjonalną Ligę Piłki Siatkowej S.A. począwszy od tej fazy rozgrywek, w której do rywalizacji przystępują drużyny Ligi Siatkówki Kobiet)
- 2009: Plus Cup
- 2010-2014: Enea Cup Puchar Polski (rozgrywki pod nazwą sponsora tytularnego Enea)
- 2015-2020: Puchar Polski w piłce siatkowej kobiet
- 2021-: Tauron Puchar Polski[1]

## Historia
| Lp.     | Sezon     | Miejsce                 | Triumfator                         | Finalista                          | Półfinaliści                                                  |
| ------- | --------- | ----------------------- | ---------------------------------- | ---------------------------------- | ------------------------------------------------------------- |
| I       | 1932      | Łódź                    | AZS Warszawa                       | HKS Łódź                           |                                                               |
| II      | 1933      | Warszawa                | AZS Warszawa                       | YMCA Kraków                        | HKS Łódź                                                      |
| III     | 1934      | Kraków                  | AZS Warszawa                       | HKS Łódź                           | YMCA Kraków                                                   |
| IV      | 1935      | Poznań                  | AZS Warszawa                       | AZS Lwów                           | YMCA Kraków                                                   |
| V       | 1936      | Częstochowa             | AZS Warszawa                       | KPW Olsza Kraków                   | Gryf Toruń                                                    |
|         | 1937-1949 | PP nie rozgrywano       | PP nie rozgrywano                  | PP nie rozgrywano                  |                                                               |
| VI      | 1950      | Gdańsk                  | Spójnia Marymont Warszawa          | Unia Chemia Łódź                   | Kolejarz Gdańsk                                               |
| VII     | 1951      | Bielsko-Biała           | Spójnia Warszawa                   | Unia Łódź                          | AZS Warszawa                                                  |
| VIII    | 1952      | Gdańsk                  | Kolejarz Gdańsk                    | Unia Łódź                          | AZS AWF Warszawa                                              |
| IX      | 1953      | Łódź                    | Kolejarz Gdańsk                    | Spójnia Warszawa                   | Unia Łódź                                                     |
| X       | 1953/1954 |                         | Kolejarz Gdańsk                    | Spójnia Warszawa                   | AZS AWF Warszawa                                              |
| XI      | 1954      |                         | Kolejarz Gdańsk                    | AZS AWF Warszawa                   | Spójnia Warszawa                                              |
|         | 1955-1959 | PP nie rozgrywano       | PP nie rozgrywano                  | PP nie rozgrywano                  |                                                               |
| XII     | 1959/1960 | Kraków                  | Wisła Kraków                       | Start Gdynia                       | Odra Wrocław                                                  |
| XIII    | 1960/1961 | Łódź                    | Wisła Kraków                       | Gwardia Wrocław                    | Start Łódź                                                    |
|         | 1962-1969 | PP nie rozgrywano       | PP nie rozgrywano                  | PP nie rozgrywano                  |                                                               |
| XIV     | 1969/1970 | Warszawa                | Start Łódź                         | AZS AWF Warszawa                   | Spójnia Warszawa                                              |
| XV      | 1970/1971 | Milowice                | Start Łódź                         | Płomień Milowice                   | Legia Warszawa                                                |
| XVI     | 1971/1972 | Świdnica                | Start Łódź                         | AZS AWF Warszawa                   | Odra Wrocław                                                  |
| XVII    | 1972/1973 | Michałkowice            | Kolejarz Katowice                  | Płomień Milowice                   | AZS AWF Warszawa                                              |
| XVIII   | 1973/1974 | Łódź                    | Start Łódź                         | Kolejarz Katowice                  | AZS AWF Warszawa                                              |
| XIX     | 1974/1975 | Zielona Góra            | Zawisza Sulechów                   | Start Łódź                         | Wisła Kraków                                                  |
| XX      | 1975/1976 | Łódź                    | ŁKS Łódź                           | Siarka Tarnobrzeg                  | Zawisza Sulechów                                              |
| XXI     | 1976/1977 | Wrocław                 | Kolejarz Katowice                  | BKS Stal Bielsko-Biała             | Gwardia Wrocław                                               |
| XXII    | 1977/1978 | Katowice                | Start Łódź                         | Kolejarz Katowice                  | AZS AWF Warszawa                                              |
| XXIII   | 1978/1979 | Bielsko-Biała           | BKS Stal Bielsko-Biała             | Start Łódź                         | Zawisza Sulechów                                              |
|         | 1979/1980 | PP nie rozgrywano       | PP nie rozgrywano                  | PP nie rozgrywano                  |                                                               |
| XXIV    | 1980/1981 | Wolsztyn                | Czarni Słupsk                      | Kolejarz Katowice                  | Start Łódź                                                    |
| XXV     | 1981/1982 | Pionki                  | ŁKS Łódź                           | Płomień Sosnowiec                  | Kolejarz Katowice                                             |
| XXVI    | 1982/1983 | Płock                   | Start Łódź                         | Czarni Słupsk                      | Stal Mielec                                                   |
| XXVII   | 1983/1984 | Cieszyn                 | Czarni Słupsk                      | Wisła Kraków                       | ŁKS Łódź                                                      |
| XXVIII  | 1984/1985 | Trzebnica               | Czarni Słupsk                      | Płomień Sosnowiec                  | BKS Stal Bielsko-Biała                                        |
| XXIX    | 1985/1986 | Piła                    | ŁKS Łódź                           | Czarni Słupsk                      | Gwardia Wrocław                                               |
| XXX     | 1986/1987 | Częstochowa             | Czarni Słupsk                      | BKS Stal Bielsko-Biała             | ŁKS Łódź                                                      |
| XXXI    | 1987/1988 | Białystok               | BKS Stal Bielsko-Biała             | Czarni Słupsk                      | ŁKS Łódź                                                      |
| XXXII   | 1988/1989 | Gostyń                  | BKS Stal Bielsko-Biała             | Płomień Sosnowiec                  | Wisła Kraków                                                  |
| XXXIII  | 1989/1990 | Zamość                  | BKS Stal Bielsko-Biała             | Płomień Sosnowiec                  | ŁKS Łódź                                                      |
| XXXIV   | 1990/1991 | Myślenice               | Czarni Słupsk                      | BKS Stal Bielsko-Biała             | Płomień Sosnowiec                                             |
| XXXV    | 1991/1992 | Chojnice                | Pałac Polfrost Bydgoszcz           | Czarni Słupsk                      | Gedania Gdańsk                                                |
| XXXVI   | 1992/1993 | Tarnobrzeg              | Chemik Police                      | Pałac Samsung Bydgoszcz            | Stal Mielec                                                   |
| XXXVII  | 1993/1994 | Police                  | ARS Komfort Police                 | BKS Stal Bielsko-Biała             | Stal Mielec                                                   |
| XXXVIII | 1994/1995 | Bielsko-Biała           | Chemik Police                      | BKS Stal Bielsko-Biała             | Wisła Kraków                                                  |
| XXXIX   | 1995/1996 | Kalisz                  | Augusto Kalisz                     | Chemik Police                      | BKS Stal Bielsko-Biała                                        |
| XL      | 1996/1997 | Andrychów               | Dick Black La Festa Andrychów      | BKS Stal Bielsko-Biała             | Augusto Kalisz                                                |
| XLI     | 1997/1998 | Kraków                  | Augusto Kalisz                     | BKS Stal Bielsko-Biała             | Dick Black La Festa Andrychów                                 |
| XLII    | 1998/1999 | Węgrów                  | Augusto Kalisz                     | Melnox Autopart Lobo Mielec        | Nike BOŚ Węgrów                                               |
| XLIII   | 1999/2000 | Piła                    | PTPS Nafta Gaz Piła                | Melnox Autopart Lobo Mielec        | Nike BOŚ Stoen Węgrów                                         |
| XLIV    | 2000/2001 | Bielsko-Biała           | Centrostal Bydgoszcz               | BKS Stal Bielsko-Biała             | PTPS Nafta Gaz Piła Melnox Autopart Mielec                    |
| XLV     | 2001/2002 | Gdańsk                  | PTPS Nafta Gaz Piła                | BKS Stal Bielsko-Biała             | Centrostal Bydgoszcz Gedania Gdańsk                           |
| XLVI    | 2002/2003 | Piła                    | PTPS Nafta Gaz Piła                | Gwardia Wrocław                    | Centrostal Bydgoszcz Autopart Mielec                          |
| XLVII   | 2003/2004 | Bielsko-Biała           | BKS Stal Bielsko-Biała             | Gwardia Wrocław                    | PTPS Nafta Gaz Piła Telenet Autopart Mielec                   |
| XLVIII  | 2004/2005 | Kalisz                  | Centrostal Bydgoszcz               | Winiary Kalisz                     | PTPS Nafta Gaz Piła BKS Stal Bielsko-Biała                    |
| XLIX    | 2005/2006 | Opatówek                | BKS Stal Bielsko-Biała             | PTPS Nafta Gaz Piła                | Centrostal Bydgoszcz Grześki Goplana Kalisz                   |
| L       | 2006/2007 | Bielsko-Biała           | Winiary Kalisz                     | BKS Aluprof Bielsko-Biała          | Muszynianka Fakro Muszyna Farmutil Piła                       |
| LI      | 2007/2008 | Poznań                  | Farmutil Piła                      | Winiary-Bakalland Kalisz           | Muszynianka Fakro Muszyna BKS Aluprof Bielsko-Biała           |
| LII     | 2008/2009 | Olsztyn                 | BKS Aluprof Bielsko-Biała          | Muszynianka Fakro Muszyna          | Centrostal Bydgoszcz PTPS Farmutil Piła                       |
| LIII    | 2009/2010 | Poznań                  | Organika Budowlani Łódź            | Bank BPS Muszynianka Fakro Muszyna | BKS Aluprof Bielsko-Biała Enion Energia MKS Dąbrowa Górnicza  |
| LIV     | 2010/2011 | Inowrocław              | Bank BPS Muszynianka Fakro Muszyna | BKS Aluprof Bielsko-Biała          | Centrostal Bydgoszcz Atom Trefl Sopot                         |
| LV      | 2011/2012 | Radom                   | Tauron MKS Dąbrowa Górnicza        | Atom Trefl Sopot                   | Bank BPS Muszynianka Fakro Muszyna BKS Aluprof Bielsko-Biała  |
| LVI     | 2012/2013 | Piła                    | Tauron MKS Dąbrowa Górnicza        | Atom Trefl Sopot                   | Bank BPS Muszynianka Fakro Muszyna Impel Wrocław              |
| LVII    | 2013/2014 | Ostrowiec Świętokrzyski | KPS Chemik Police                  | Polski Cukier Muszynianka Muszyna  | Tauron Banimex MKS Dąbrowa Górnicza BKS Aluprof Bielsko-Biała |
| LVIII   | 2014/2015 | Kędzierzyn-Koźle        | Atom Trefl Sopot                   | KPS Chemik Police                  | Impel Wrocław Budowlani Łódź                                  |
| LIX     | 2015/2016 | Kalisz                  | KPS Chemik Police                  | Atom Trefl Sopot                   | Budowlani Łódź Polski Cukier Muszynianka Muszyna              |
| LX      | 2016/2017 | Zielona Góra            | Chemik Police                      | Budowlani Łódź                     | Impel Wrocław KS Developres Rzeszów                           |
| LXI     | 2017/2018 | Nysa                    | Budowlani Łódź                     | ŁKS Commercecon Łódź               | PTPS Piła Radomka Radom                                       |
| LXII    | 2018/2019 | Nysa                    | Chemik Police                      | KS Developres Rzeszów              | Budowlani Łódź ŁKS Commercecon Łódź                           |
| LXIII   | 2019/2020 | Nysa                    | Grupa Azoty Chemik Police          | KS Developres Rzeszów              | DPD Legionovia Legionowo MKS SAN-Pajda Jarosław               |
| LXIV    | 2020/2021 | Nysa                    | Grupa Azoty Chemik Police          | Budowlani Łódź                     | Radomka Radom ŁKS Commercecon Łódź                            |
| LXV     | 2021/2022 | Nysa                    | Developres Bella Dolina Rzeszów    | IŁ Capital Legionovia Legionowo    | Grot Budowlani Łódź E.Leclerc Moya Radomka Radom              |
| LXVI    | 2022/2023 | Nysa                    | Grupa Azoty Chemik Police          | ŁKS Commercecon Łódź               | Grot Budowlani Łódź Developres Bella Dolina Rzeszów           |
| LXVII   | 2023/2024 | Nysa                    | BKS Bostik ZGO Bielsko-Biała       | ŁKS Commercecon Łódź               | UNI Opole Developres Bella Dolina Rzeszów                     |
| LXVIII  | 2024/2025 | Elbląg                  |                                    |                                    | BKS Bostik ZGO Bielsko-Biała Moya Radomka Radom               |

## Klasyfikacja medalowa

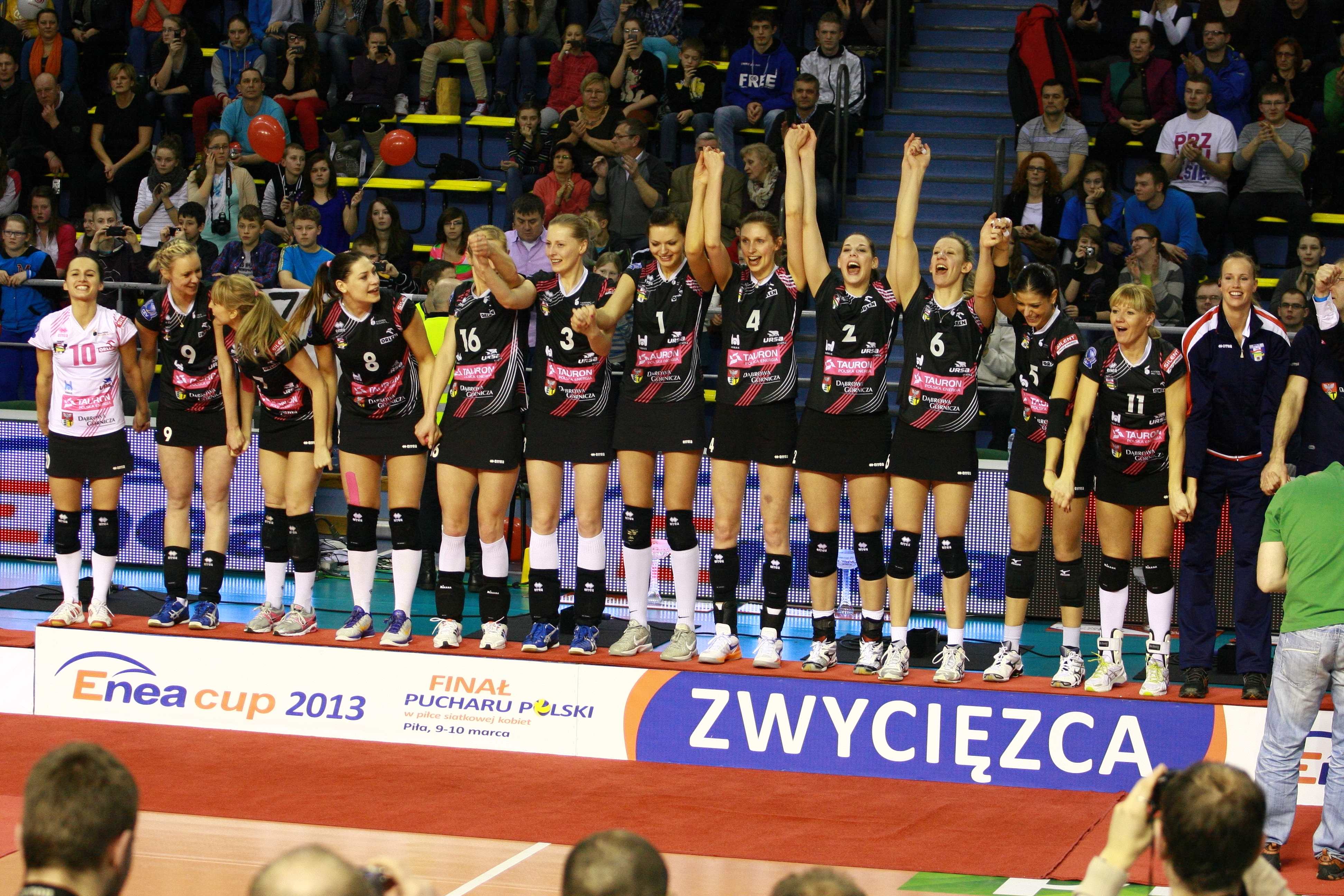
Zawodniczki Tauron MKS-u Dąbrowa Górnicza zwyciężczyniami Pucharu Polski w sezonie 2012/2013

| Msc | Klub                            | złoto | srebro | brąz | Razem |
| --- | ------------------------------- | ----- | ------ | ---- | ----- |
| 1.  | KPS Chemik Police               | 10    | 2      | -    | 11    |
| 2.  | BKS Stal Bielsko-Biała          | 8     | 11     | 2    | 20    |
| 3.  | Start Łódź                      | 6     | 2      | 2    | 10    |
| 4.  | Czarni Słupsk                   | 5     | 4      | -    | 9     |
| 5.  | AZS Warszawa                    | 5     | -      | 1    | 6     |
| 6.  | SSK Calisia Kalisz              | 4     | 2      | 1    | 7     |
| 7.  | PTPS Piła                       | 4     | 1      | -    | 5     |
| 8.  | Kolejarz/Gedania Gdańsk         | 4     | -      | 2    | 6     |
| 9.  | KS Pałac Bydgoszcz              | 3     | 1      | -    | 4     |
| 10. | ŁKS Łódź                        | 3     | 3      | 4    | 7     |
| 11. | Kolejarz Katowice               | 2     | 3      | 1    | 6     |
| 12. | Spójnia/Sparta Warszawa         | 2     | 2      | 2    | 6     |
| 13. | Wisła Kraków                    | 2     | 1      | 3    | 6     |
| 14. | Budowlani Łódź                  | 2     | 2      | 2    | 6     |
| 15. | MKS Dąbrowa Górnicza            | 2     | -      | -    | 2     |
| 16. | MKS Muszynianka Fakro Muszyna   | 1     | 3      | -    | 4     |
| 17. | Atom Trefl Sopot                | 1     | 3      | -    | 3     |
| =   | Developres Bella Dolina Rzeszów | 1     | 2      | -    | 3     |
| 19. | Zawisza Sulechów                | 1     | -      | 2    | 3     |
| 20. | Dick Black La Festa Andrychów   | 1     | -      | 1    | 2     |
| 21. | Płomień Milowice Sosnowiec      | -     | 6      | 1    | 7     |
| 22. | Gwardia Wrocław                 | -     | 3      | 2    | 5     |
| 23. | Unia Łódź                       | -     | 3      | 1    | 4     |
| 24. | AZS AWF Warszawa                | -     | 3      | 5    | 8     |
| 25. | Melnox Autopart Mielec          | -     | 2      | 3    | 5     |
| 26. | HKS Łódź                        | -     | 2      | 1    | 3     |
| 27. | YMCA Kraków                     | -     | 1      | 2    | 3     |
| 28. | Start Gdynia                    | -     | 1      | -    | 1     |
| =   | Olsza Kraków                    | -     | 1      | -    | 1     |
| =   | Siarka Tarnobrzeg               | -     | 1      | -    | 1     |
| =   | IŁ Capital Legionovia Legionowo | -     | 1      | -    | 1     |
| 32. | Nike Węgrów                     | -     | -      | 2    | 2     |
| =   | Odra Wrocław                    | -     | -      | 2    | 2     |
| 34. | Gryf Toruń                      | -     | -      | 1    | 1     |
| =   | Legia Warszawa                  | -     | -      | 1    | 1     |